# Кольорові метали
Кольоро́ві мета́ли — це промислова назва всіх металів, крім заліза та елементів його групи. Зазвичай ознакою кольорового металу був його специфічний колір, відмінний від темно-сірого, наприклад, білий (алюміній, срібло), жовтий (золото), червоний (мідь) тощо.
Кольорові метали, такі, як мідь а також олово, свинець почали застосовувати раніше від заліза і його сплавів, початок їх застосування належить до «бронзової доби».
Властивості кольорових металів визначаються особливістю їхньої атомної будови. Установлена чітко виражена періодична залежність багатьох властивостей елементів від їхнього атомного номера.

## Характеристики
| Характеристики кольорових металів та сплавів | Характеристики кольорових металів та сплавів | Характеристики кольорових металів та сплавів | Характеристики кольорових металів та сплавів |
| Назва матеріалів                             | Густина, кг/м³                               | Температура плавлення, °С                    | Питомий опір при 20°С, Ом·мм²/м              |
| -------------------------------------------- | -------------------------------------------- | -------------------------------------------- | -------------------------------------------- |
| Алюміній                                     | 2 700                                        | 660                                          | 0,027—0,030                                  |
| Бронза                                       | 8 800—8 900                                  | 890—1 050                                    | 0,02—0,05                                    |
| Вольфрам                                     | 18 000—19 300                                | 3 370—3 400                                  | 0,053—0,055                                  |
| Латунь                                       | 8 400—8 700                                  | 900—960                                      | 0,03—0,08                                    |
| Мідь                                         | 8 700—8 900                                  | 1 080                                        | 0,0175—0,018                                 |
| Нікель                                       | 8 800—8 900                                  | 1 450                                        | 0,068—0,072                                  |
| Олово                                        | 7 300                                        | 232                                          | 0,012                                        |
| Платина                                      | 21 450                                       | 1 755                                        | 0,096—0,10                                   |
| Свинець                                      | 11 340                                       | 327                                          | 0,217—0,227                                  |
| Срібло                                       | 10 500                                       | 960                                          | 0,015—0,016                                  |
| Цинк                                         | 6 900—7 100                                  | 420                                          | 0,054—0,063                                  |
| Ніхром                                       | 8 200                                        | 1 360 (1 000)                                | 1,10                                         |
| Фехраль                                      | 7 600                                        | 1 450 (850)                                  | 1,20                                         |
| Константан                                   | 8 800                                        | 1 270 (500)                                  | 0,50                                         |
| Манганін                                     | 8 300                                        | 940 (300)                                    | 0,46                                         |
| Нейзильбер                                   | 8 400                                        | 1 050 (250)                                  | 0,35                                         |

## Класифікація за фізико-хімічними властивостями
Легкі та важкі метали
Кольорові метали і сплави умовно підрозділяють на легкі і важкі. До легких належать метали, у яких густина не перевищує 5 г/см³: магній, берилій, алюміній, титан і ін. (найлегший метал — літій — 0,536 г/см³). До важких належать метали, у яких щільність перевищує 5 г/см³. Найважчими елементами є осмій (22,48 г/см³), іридій (22,46 г/см³), золото і вольфрам (19,3 г/см³).
Класифікація за температурою плавлення
Кольорові метали підрозділяють також за температурою плавлення. Легкоплавкі мають Тпл. до 600 °C (цинк, свинець, кадмій, бісмут, олово й ін.). Середню Тпл. (600–1600 °C) має мідь. Тугоплавкими вважаються метали, що плавляться при температурах вище 1600 °C — титан, хром, ванадій, цирконій і ін.
Міцнісні характеристики
Серед кольорових металів є маломіцні, з границею міцності при розтягу σв < 50 МПа (олово, свинець, бісмут, кадмій). Практично всі метали, що є основою сучасних конструкційних сплавів (алюміній, магній, мідь, цинк, нікель та інші) мають σв до 500 МПа.
За пластичністю кольорові метали поділяють на пластичні з відносним подовженням, δ, понад 3–5 % і крихкі. Більше кольорових металів є пластичними. До крихких металів належать бісмут, стибій, марганець. Пластичність металів суттєво залежить від концентрації в них природних домішок. Чим чистішим є метал, тим він має більшу пластичність.
Електропровідність
Більшість кольорових металів мають високу електропровідність (срібло, мідь, золото, алюміній).
Корозійна стійкість
Корозієстійкими є золото, хром, ніобій, тантал, свинець. Кольорові метали є дорогими.
Часто з кольорових металів умовно виділяють такі групи:
- легкі метали: алюміній, титан і магній;
- важкі метали: мідь, цинк, нікель, олово і свинець, застосовуються в машинобудуванні;
- дорогоцінні метали: золото, срібло і платина, використовуються переважно в ювелірній промисловості;
- лужні метали: калій, натрій і літій
- лужноземельні метали: кальцій, барій і стронцій, застосовуються в хімії.
- рідкісні важкі метали: кадмій, вольфрам, молібден, манган, кобальт, ванадій, бісмут, використовуються в сплавах з важкими металами.

### Характеристика кольорових металів тасплавів[3]
|                    |                        |                     |                                      | Фізико-хімічні характеристики | Фізико-хімічні характеристики | Фізико-хімічні характеристики                         | Фізико-хімічні характеристики |
| №№ груп та підгруп | Назва групи (підгрупи) | Кількість елементів | Елементи                             | Густина, кг/м³                | Температура плавлення, °С     | Тепловий ефект утворення нижчого оксиду, кДж/моль, O2 | Кларк. % мас.                 |
| ------------------ | ---------------------- | ------------------- | ------------------------------------ | ----------------------------- | ----------------------------- | ----------------------------------------------------- | ----------------------------- |
| I 1                | Важкі основи           | 5                   | Ni, Cu, Zn, Sn, Pb                   | 7,3...11,3 Sn Pb              | 232...1455 Sn Ni              | {\displaystyle \geqslant 310}                         | 6·10-4 2·10-2 Sn Zn           |
| I 2                | Важкі малі             | 6                   | Co, As, Cd, Sb, Hg, Bi               | 5,7...13,6 As Hg              | -39...1493 Hg Co              | {\displaystyle \geqslant 180}                         | 7·10-6 5·10-4 Hg As           |
| II                 | Легкі                  | 8                   | Na, Mg, Al, K, Ca, Ti, Sr, Ba        | 0,9...4,3 K Ti                | 63...1677 K Ti                | {\displaystyle \geqslant 725}                         | 4·10-2 8,8·102 Sr Al          |
| III                | Благородні             | 8                   | Ru, Rh, Pd, Ag, Os, Ir, Pt, Au       | 10,5...29,5 Ag Os             | 962...3000 Ag Os              | {\displaystyle \geqslant 63}                          | 5·10-7 2·10-5 Au Pt           |
| IV 1               | Рідкісні тугоплавкі    | 8                   | V, Zr, Nb, Mo, Hf, Ta, W, Re         | 6,1...21 V Re                 | 2125...3420 Zr W              | {\displaystyle \geqslant 430}                         | 1·10-2 2·10-2 Re Zr           |
| IV 2               | Рідкісні розсіяні      | 6                   | Ga, Ge, Se, In, Te, Tl               | 4,4...11,9 Se Tl              | 30...936 Ga Ge                | {\displaystyle \geqslant 545}                         | 1·10-4 1,5·10-3 Te Ga         |
| IV 3               | Рідкісні легкі         | 4                   | Li, Be, Rb, Cs                       | 0,5...1,9 Li Cs               | 29...1285 Rb Be               | {\displaystyle \geqslant 1215}                        | 6·10-4 3·10-2 Be Rb           |
| IV 4               | Рідкісноземельні       | 17                  | Sc, Y, La лантаноїди                 | 3,0...6,8 Sc Ce               | 804...1525 Ce Y               | {\displaystyle \geqslant 1260}                        | <10-7 2,8·10-2 Лант. Y        |
| IV 5               | Радіоактивні           | 24                  | Tc, Po, Fr, Ra, Ac, Th, U, зауранові | 6,0...19,1 Ra U               | 15...1750 Fr Th               | {\displaystyle \geqslant 1050}                        | 24мг 8·10-4 Fr Th             |
|                    | Чорні                  | 3                   | Cr, Mn, Fe                           | 7,2...7,9 Fe                  | 1244...1890 Mn Cr             | {\displaystyle \geqslant 545}                         | 2·10-2 5,1·105 Cr Fe          |
|                    | Кремній                | 1                   | Si                                   | 2,3                           | 1423                          | 880                                                   | 27,6                          |

## Класифікація за призначенням
За промисловим призначенням та використанням кольорові метали і їх сплави розділяють на дві групи:
Конструкційні матеріали
До конструкційних належать кольорові метали і сплави, що використовуються для виготовлення різних деталей, вузлів машин і конструкцій. До них належать більшість сплавів на основі міді, алюмінію, магнію, титану тощо:
- матеріали з особливими технологічними властивостями (сплави на основі міді — латуні і бронзи);
- матеріали з малою густиною (сплави на основі алюмінію і магнію);
- матеріали з високою питомою міцністю (титан, берилій і сплави на їх основі);
- антифрикційні матеріали — підшипникові сплави (бабіти та ін.);
- матеріали, стійкі до впливу температури і робочого середовища — корозієстійкі (срібло, золото, платина та ін.), жаротривкі, жароміцні, холодотривкі, радіаційно-тривкі матеріали та ін.

Матеріали з особливими фізичними властивостями
До кольорових металів і сплавів з особливими фізичними властивостями належать:
- матеріали з особливими електричними властивостями — з високою електропровідністю, з високим електричним опором для нагрівальних елементів і реостатів, припої, напівпровідникові матеріали;
- матеріали з особливими магнітними властивостями;
- матеріали з особливими тепловими властивостями.

З урахуванням того, що один і той самий метал часто є основою сплавів різного призначення, поширеною є класифікація металевих сплавів за основним металом. Найбільше застосування в техніці відповідно до цієї класифікаційної ознаки знаходять наступні матеріали:
- сплави на основі міді;
- сплави на основі алюмінію;
- сплави на основі титану;
- сплави на основі магнію;
- сплави на основі берилію
- сплави на основі легкоплавких металів — цинку, олова, свинцю та ін.;
- тугоплавкі метали (V, Nb, Zr, W, Mo, Ta) і сплави на їх основі;
- благородні метали (Ag, Au, Pt та ін.) і сплави на їх основі.